# スーパーコブラ
『スーパーコブラ』（英：Super Cobra）は、1981年8月に当時のコナミ（2006年3月31日の持株会社化に伴い、版権はコナミデジタルエンタテインメントに移行）が発表した業務用の縦画面横スクロールシューティングゲームで、同年に発売された『スクランブル』の続編でもある。

## 概要
地形への衝突を避けつつ敵基地を目指すことや、自機の燃料積載量に限りがあるため補給しないと墜落する点など、基本的には『スクランブル』のゲームシステムを踏襲しているが、自機がヘリコプターであることと区画数が前作の6区画から10区画（＋最終基地）に増えていること、区画間でファンファーレが流れること、最終目的が宝物の奪還であることなどの違いが存在する。
スーパーコブラはセガ版とコナミ版の2つのバージョンがあるが、クレジット表記以外にも違いがあり、セガ版では以下の通りとなっている。
- ゲーム開始（周回開始）直後に流れる曲に「スクランブル」のパートが加わる
- ステージ9、10がコナミ版よりも長い

### ステージ構成
- ステージ1 - ロケットや機関銃砲台、山で構成される面
- ステージ2 - ロケットがより小型の「ホッピングロケット」になっている以外はステージ1と同じ
- ステージ3 - エイリアンの赤い宇宙船が登場する面
- ステージ4 - 山の地形にエイリアン船が登場する面
- ステージ5 - 上側の地形から結晶が降ってくる面
- ステージ6 - 可動式機関銃砲台から攻撃される面
- ステージ7 - 隕石地帯、隕石が自機を追跡してくる面
- ステージ8 - 前作と同じエイリアン船が攻撃してくる面
- ステージ9 - 建物の間をホッピングロケットが飛び交う面
- ステージ10 - 地下基地の面、燃料タンクは長い横並びになっている
- ステージ11 - 建物と障害物が入り乱れる面、戦利品として"$"を回収する

ステージ11をクリアすると自機が1機追加され、難度が上がってステージ1からの繰り返しとなる。前作よりもさらに難易度が上がっており、少しのミスによりクリアが困難になる。ただし前作と異なりコンティニュー機能が搭載されているため、クレジットを追加すればゲームが続けられるようになっている。
ステージクリアの際に流れるファンファーレは、合唱曲として知られている「いざ起て戦人よ」のメロディの一節が使用されている。

## 移植
- LSIゲーム版（1982年）学研より発売[1]。
- TVボーイ版（1983年） 学研より発売。タイトルが「地対空大作戦」と変更されているが、コナミの著作権表示がある正規ライセンス品。
- PC-6001版（1983年） コナミ工業より発売。PC-6001用ソフトでは数少ないロムカセット媒体でのリリース。
- M5版（1983年3月）
- PV-1000版（1983年10月） カシオより発売。
- MSX版（1984年1月）
  - 『コナミ・ゲームコレクション vol.3』（1989年4月）に収録されたバージョンは、SCC音源に対応しており、同社の『スナッチャー』に付属しているSCC音源カートリッジを挿しておくことでサウンドのクオリティが向上する。
- コナミ80'sアーケードギャラリー（1998年）
  - アーケード版とプレイステーション版。
- コナミアンティークスMSXコレクション（1998年）
  - プレイステーションとセガサターンのソフトで、MSX版が収録されている。
- オデッセイ2版（1982年）
  - スクロールは常時しておらず、右端に行くまでは固定画面。右端まで行くとスクロールして次の面に進み、再び固定画面となる。
- Adventurevision版（1982年）
- Atari 2600版（1983年）
- インテレビジョン版（1983年）
- コレコビジョン版（1983年）
- Atari 5200版（1983年）
- Atari XE/XL版（1983年）
- PlayStation 4版（2020年）
  - アーケード版の移植。アーケードアーカイブスの1作品としてハムスターより発売[2][3]。
- Nintendo Switch版（2020年）
  - アーケード版の移植。アーケードアーカイブスの1作品としてハムスターより発売[2][3]。